# Juegos Paralímpicos de París 2024
Los Juegos Paralímpicos de París 2024 (en francés: Jeux paralympiques de París 2024) fueron los decimoséptimos Juegos Paralímpicos. El evento fue acogido en París (Francia) después de que la ciudad ganara como candidata para los Juegos Olímpicos y los Juegos Paralímpicos de 2024, y se llevaron a cabo del 28 de agosto al 8 de septiembre.
La capital francesa presentó oficialmente su candidatura el 23 de junio de 2015. Aunque inicialmente se planeó que la sede de los Juegos fuera seleccionada el 13 de septiembre de 2017, durante la 130.ª Sesión del Comité Olímpico Internacional (COI) en Lima, el 31 de julio de 2017, Los Ángeles —una de las dos ciudades candidatas restantes— llegó a un acuerdo con el COI para celebrar los Juegos de 2028, dejando vía libre a París para albergar el evento en 2024.
En los Juegos se disputaron 549 medallas en 22 deportes, y China encabezó el medallero por sexta edición consecutiva de los Juegos Paralímpicos, con 94 oros y 220 medallas en total. Gran Bretaña quedó en segundo lugar por décima vez, con 49 oros y 124 medallas en total. Estados Unidos quedó en tercer lugar, con 36 oros y 105 medallas en total. Mauricio, Nepal y el Equipo Paralímpico de Refugiados ganaron sus primeras medallas paralímpicas.

## Proceso de elección
Como parte de un acuerdo formal entre el Comité Paralímpico Internacional y el Comité Olímpico Internacional, establecido en 2001, el ganador de la candidatura a los Juegos Olímpicos de 2024 también deberá organizar los Juegos Paralímpicos.

## Símbolos

### Logotipo
El logo oficial de los Juegos Paralímpicos de París 2024 fue revelado el 21 de octubre de 2019 en Grand Rex. Por primera vez en la historia de los Juegos el logo será común tanto para los Olímpicos como para los Paralímpicos.

### Mascota

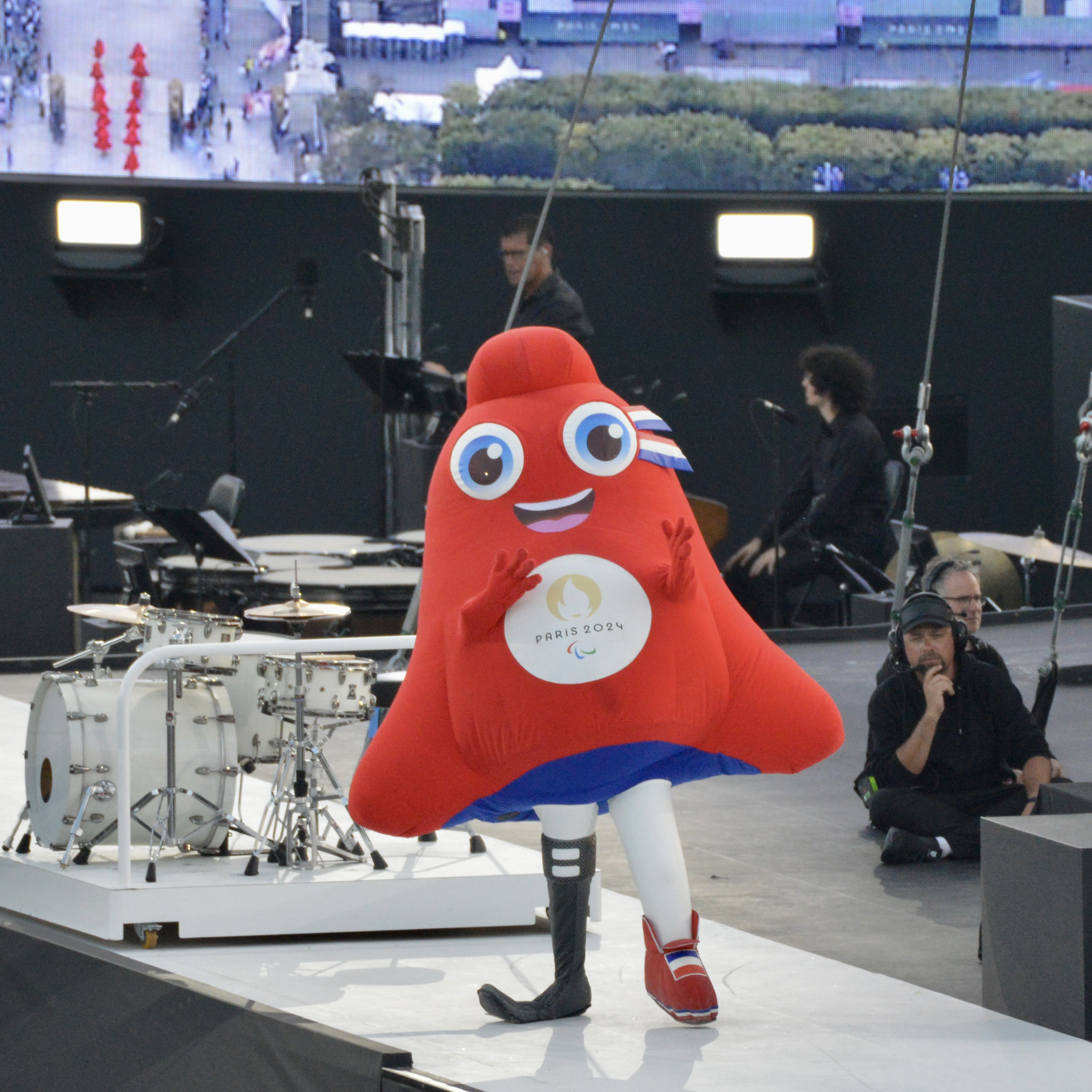

La mascota oficial de los Juegos se presentó el 14 de noviembre de 2022 y se llama Phryge Paralímpico. Él es un gorro frigio que usó Marianne en la época de la revolución francesa. Tiene una prótesis en su pierna derecha.

### Votación
| 131.ª Sesión del Comité Olímpico Internacional 11 de septiembre de 2017, Lima, Perú |         |              |
| Ciudad                                                                              | País    | Resultado    |
| París                                                                               | Francia | Voto unánime |

## Sedes

### Zona de la Gran París
| Sede                               | Eventos                   | Capacidad | Estatus   |
| ---------------------------------- | ------------------------- | --------- | --------- |
| Estadio de Francia                 | Ceremonia de clausura     | 77 083    | Existente |
| Estadio de Francia                 | Atletismo                 | 77 083    | Existente |
| Paris La Défense Arena             | Natación                  | 15 220    | Existente |
| Arena Porte de La Chapelle         | Bádminton                 | 6700      | Adicional |
| Arena Porte de La Chapelle         | Levantamiento de potencia | 7000      | Adicional |
| Clichy-sous-Bois                   | Ciclismo (ruta)           |           | Temporal  |
| North Paris Arena                  | Voleibol sentado          | 6000      | Existente |
| Parc Georges Valbon – La Courneuve | Maratón (inicio)          |           | Temporal  |

### Centro de París
| Sede                                  | Eventos                       | Capacidad | Estatus   |
| ------------------------------------- | ----------------------------- | --------- | --------- |
| Bercy Arena                           | Baloncesto en silla de ruedas | 15 000    | Existente |
| Grand Palais Éphémère                 | Judo                          | 8356      | Existente |
| Grand Palais Éphémère                 | Rugby en silla de ruedas      | 8356      | Existente |
| Estadio Torre Eiffel (Campo de Marte) | Fútbol 5                      | 12 860    | Temporal  |
| Los Inválidos                         | Tiro con arco                 | 8000      | Temporal  |
| Los Inválidos                         | Maratón (meta)                | 8000      | Temporal  |
| Grand Palais                          | Taekwondo                     | 6500      | Existente |
| Grand Palais                          | Esgrima en silla de ruedas    | 6500      | Existente |
| Puente Alejandro III                  | Triatlón                      | 1000      | Temporal  |
| Stade Roland Garros                   | Tenis en silla de ruedas      | 12 000    | Existente |
| París Sur Arena                       | Bochas                        | 9000      | Existente |
| París Sur Arena                       | Tenis de mesa                 | 6650      | Existente |
| París Sur Arena                       | Golbol                        | 7300      | Existente |

### Zona de Versailles
| Sede                  | Eventos                   | Capacidad                | Estatus  |
| --------------------- | ------------------------- | ------------------------ | -------- |
| Jardines de Versalles | Deportes ecuestres (doma) | 80 000 (22 000 + 58 000) | Temporal |

### Sedes abiertas
| Sede                                                              | Eventos          | Capacidad | Estatus   |
| ----------------------------------------------------------------- | ---------------- | --------- | --------- |
| Vaires-sur-Marne Nautical Stadium, Île de loisirs de Vaires-Torcy | Piragüismo       | 12 000    | Existente |
| Vaires-sur-Marne Nautical Stadium, Île de loisirs de Vaires-Torcy | Remo             | 14 000    | Existente |
| Velódromo de Saint-Quentin-en-Yvelines                            | Ciclismo (pista) | 5000      | Existente |
| Centro Nacional de Tiro (Châteauroux)                             | Tiro             | 3000      | Existente |

### Otras sedes
| Sede                                                 | Uso                                     | Capacidad | Estatus   |
| ---------------------------------------------------- | --------------------------------------- | --------- | --------- |
| Plaza de la Concordia                                | Ceremonia de apertura                   | 65 000    | Temporal  |
| Villa olímpica de Saint Denis, L'Île-Saint-Denis     | Villa paralímpica                       | 17 000    | Adicional |
| Parc de l'Aire des Vents, Dugny                      | Villa de los medios de comunicación     | –         | Temporal  |
| Parc des expositions de Paris-Le Bourget, Le Bourget | Centro de transmisiones internacionales | –         | Existente |
| Palacio de Congresos de París                        | Centro principal de prensa              | –         | Existente |

## Deportes
Se disputan los mismos 22 deportes de la edición de 2020, aunque se habían considerado el golf, karate, danza y el fútbol en silla motorizada para ser añadidos al programa paralímpico. También fueron considerados el fútbol 7 adaptado y vela, dos deportes no incluidos en la edición de 2020, para ser reinsertados. Cuando el fútbol 7 tuvo consideración para el IPC, fue rechazado por la falta de recursos en la sección femenil.
En enero de 2021 la International Wheelchair Basketball Federation (IWBF) se declaró no competente para el IPC por violaciones a los métodos de clasificación, y el deporte fue excluido para la edición de París 2024. El 22 de septiembre de 2021 la IPC reinsertó el baloncesto en silla de ruedas de manera condicional siguiendo las reformas pactadas por la IWBF.
- Atletismo (164)
- Bádminton (16)
- Baloncesto en silla de ruedas (2)
- Bochas (11)
- Ciclismo (51)
  -  Pista (17)
  -  Ruta (34)
- Deportes ecuestre (11)
- Esgrima en silla de ruedas (16)
- Fútbol 5 (1)
- Golbol (2)
- Judo (16)
- Levantamiento de potencia (20)
- Natación (141)
- Piragüismo (10)
- Remo (5)
- Rugby en silla de ruedas (1)
- Taekwondo (10)
- Tenis de mesa (31)
- Tenis en silla de ruedas (6)
- Tiro (13)
- Tiro con arco (9)
- Triatlón (11)
- Voleibol sentado (2)

## Países participantes
Entre paréntesis figura el número de deportistas que representan a cada delegación.
| Comités Nacionales Participantes |
| --- |
| - Afganistán (AFG) (1) - Alemania (GER) (143) - Angola (ANG) (2) - Arabia Saudita (KSA) (9) - Argelia (ALG) (26) - Argentina (ARG) (68) - Armenia (ARM) (3) - Aruba (ARU) (1) - Atletas Paralímpicos Neutrales (NPA) (98) - Australia (AUS) (159) - Austria (AUT) (24) - Azerbaiyán (AZE) (18) - Bangladés (BAN) (2) - Baréin (BRN) (2) - Barbados (BAR) (1) - Bélgica (BEL) (29) - Benín (BEN) (2) - Bermudas (BER) (2) - Bután (BHU) (1) - Birmania (MYA) (1) - Bosnia y Herzegovina (BIH) (14) - Botsuana (BOT) (2) - Brasil (BRA) (256) - Bulgaria (BUL) (3) - Burkina Faso (BUR) (1) - Burundi (BDI) (2) - Camerún (CMR) (5) - Canadá (CAN) (124) - Cabo Verde (CPV) (2) - Camboya (CAM) (1) - Catar (QAT) (2) - Chile (CHI) (28) - China (CHN) (284) - China Taipéi (TPE) (13) - Colombia (COL) (74) - Corea del Sur (KOR) (83) - Costa de Marfil (CIV) (3) - Costa Rica (CRC) (8) - Croacia (CRO) (22) - Cuba (CUB) (21) - Chipre (CYP) (3) - Dinamarca (DEN) (32) - Ecuador (ECU) (14) - Egipto (EGY) (54) - El Salvador (ESA) (3) - Emiratos Árabes Unidos (UAE) (13) - Equipo Paralímpico de Atletas Refugiados (RPT) (8) - Eslovaquia (SVK) (26) - Eslovenia (SLO) (14) - España (ESP) (139) - Estados Unidos (USA) (220) - Estonia (EST) (5) - Etiopía (ETH) (4) - Eritrea (ERI) (1) - Fiyi (FIJ) (3) - Finlandia (FIN) (16) - Filipinas (PHI) (6) - Francia (FRA) (239) (anfitrión) - Gabón (GAB) (2) - Gambia (GAM) (2) - Georgia (GEO) (14) - Ghana (GHA) (4) - Grecia (GRE) (37) - Granada (GRN) (2) - Guatemala (GUA) (2) - Guinea (GUI) (2) - Guinea-Bisáu (GBS) (2) - Haití (HAI) (1) - Honduras (HON) (1) - Hong Kong (HKG) (23) - Hungría (HUN) (39) - Islandia (ISL) (5) - India (IND) (84) - Indonesia (INA) (35) - Irán (IRI) (65) - Irak (IRQ) (20) - Irlanda (IRL) (29) - Islas Salomón (SOL) (4) - Islas Vírgenes de los Estados Unidos (ISV) (1) - Israel (ISR) (27) - Italia (ITA) (141) - Jamaica (JAM) (1) - Japón (JPN) (177) - Jordania (JOR) (8) - Kazajistán (KAZ) (44) - Kenia (KEN) (13) - Kiribati (KIR) (1) - Kosovo (KOS) (1) - Kuwait (KUW) (3) - Kirguistán (KGZ) (4) - Laos (LAO) (1) - Letonia (LAT) (8) - Lesoto (LES) (2) - Líbano (LBN) (1) - Liberia (LBR) (2) - Libia (LBA) (3) - Lituania (LTU) (9) - Luxemburgo (LUX) (2) - Macao (MAC) (1) - Macedonia del Norte (MKD) (1) - Malasia (MAS) (28) - Maldivas (MDV) (2) - Malí (MLI) (2) - Malta (MLT) (2) - Mauricio (MRI) (6) - México (MEX) (67) - Moldavia (MDA) (5) - Mongolia (MGL) (12) - Montenegro (MNE) (4) - Marruecos (MAR) (38) - Mozambique (MOZ) (1) - Namibia (NAM) (5) - Nepal (NEP) (3) - Nueva Zelanda (NZL) (25) - Nicaragua (NCA) (1) - Níger (NIG) (1) - Nigeria (NGR) (23) - Noruega (NOR) (18) - Países Bajos (NED) (84) - Omán (OMA) (2) - Pakistán (PAK) (1) - Palestina (PLE) (1) - Panamá (PAN) (3) - Papúa Nueva Guinea (PNG) (2) - Paraguay (PAR) (1) - Perú (PER) (13) - Polonia (POL) (84) - Portugal (POR) (27) - Puerto Rico (PUR) (2) - Reino Unido (GBR) (201) - República Centroafricana (CAF) (2) - República Checa (CZE) (32) - República del Congo (CGO) (2) - República Democrática del Congo (COD) (2) - República Dominicana (DOM) (11) - Rumania (ROU) (6) - Ruanda (RWA) (13) - San Vicente y las Granadinas (VIN) (1) - Santo Tomé y Príncipe (STP) (1) - Senegal (SEN) (4) - Serbia (SRB) (23) - Sierra Leona (SLE) (1) - Sri Lanka (SRI) (6) - Singapur (SGP) (10) - Somalia (SOM) (1) - Sudáfrica (RSA) (32) - Suecia (SWE) (20) - Suiza (SUI) (27) - Siria (SYR) (1) - Tanzania (TAN) (1) - Tailandia (THA) (78) - Timor Oriental (TLS) (1) - Togo (TOG) (1) - Tonga (TGA) (1) - Trinidad y Tobago (TTO) (1) - Túnez (TUN) (30) - Turquía (TUR) (93) - Turkmenistán (TKM) (1) - Uganda (UGA) (4) - Ucrania (UKR) (140) - Uruguay (URU) (2) - Uzbekistán (UZB) (65) - Vanuatu (VAN) (2) - Venezuela (VEN) (25) - Vietnam (VIE) (7) - Yemen (YEM) (1) - Zambia (ZAM) (2) - Zimbabue (ZIM) (2) |

## Medallero
País organizador (Francia)
| Pos.  | País                                 | Oro | Plata | Bronce | Total |
| ----- | ------------------------------------ | --- | ----- | ------ | ----- |
| 1     | República Popular China (CHN)        | 94  | 76    | 50     | 220   |
| 2     | Reino Unido (GBR)                    | 49  | 44    | 31     | 124   |
| 3     | Estados Unidos (USA)                 | 36  | 42    | 27     | 105   |
| 4     | Países Bajos (NED)                   | 27  | 17    | 12     | 56    |
| -     | Atletas Paralímpicos Neutrales (NPA) | 26  | 22    | 23     | 71    |
| 5     | Brasil (BRA)                         | 25  | 26    | 38     | 89    |
| 6     | Italia (ITA)                         | 24  | 15    | 32     | 71    |
| 7     | Ucrania (UKR)                        | 22  | 28    | 32     | 82    |
| 8     | Francia (FRA)                        | 19  | 28    | 28     | 75    |
| 9     | Australia (AUS)                      | 18  | 17    | 28     | 63    |
| 10    | Japón (JPN)                          | 14  | 10    | 17     | 41    |
| 11-85 | Resto                                | 195 | 226   | 289    | 710   |

Datos actualizados: 8 de septiembre de 2024.

## Calendario
El Comité Paralímpico Internacional aprobó el calendario final y las fechas para los Juegos Paralímpicos de Verano el 2 de febrero de 2023.
Todas las fechas y horas están en la hora central europea de verano (UTC+2)
| A | Apertura | ● | Competiciones | 1 | Eventos finales | C | Clausura |

| Agosto/Septiembre de 2024     | Agosto/Septiembre de 2024     | Agosto | Agosto | Agosto | Agosto | Septiembre | Septiembre | Septiembre | Septiembre | Septiembre | Septiembre | Septiembre | Septiembre | Total |
| Agosto/Septiembre de 2024     | Agosto/Septiembre de 2024     | 28 Mié | 29 Jue | 30 Vie | 31 Sáb | 1 Dom      | 2 Lun      | 3 Mar      | 4 Mié      | 5 Jue      | 6 Vie      | 7 Sáb      | 8 Dom      | Total |
| ----------------------------- | ----------------------------- | ------ | ------ | ------ | ------ | ---------- | ---------- | ---------- | ---------- | ---------- | ---------- | ---------- | ---------- | ----- |
| Ceremonias                    | Ceremonias                    | A      |        |        |        |            |            |            |            |            |            |            | C          | —     |
| Atletismo                     | Atletismo                     |        |        | 14     | 18     | 19         | 13         | 24         | 15         | 19         | 16         | 22         | 4          | 164   |
| Bádminton                     | Bádminton                     |        | ●      | ●      | ●      | 2          | 14         |            |            |            |            |            |            | 16    |
| Baloncesto en silla de ruedas | Baloncesto en silla de ruedas |        | ●      | ●      | ●      | ●          | ●          | ●          | ●          | ●          | ●          | 1          | 1          | 2     |
| Bochas                        | Bochas                        |        | ●      | ●      | ●      | 2          | 6          | ●          | ●          | 3          |            |            |            | 11    |
| Ciclismo                      | Pista                         |        | 4      | 5      | 4      | 4          |            |            |            |            |            |            |            | 17    |
| Ciclismo                      | Ruta                          |        |        |        |        |            |            |            | 19         | 6          | 4          | 5          |            | 34    |
| Deportes ecuestres            | Deportes ecuestres            |        |        |        |        |            |            | 3          | 2          |            | 1          | 5          |            | 11    |
| Esgrima en silla de ruedas    | Esgrima en silla de ruedas    |        |        |        |        |            |            | 4          | 4          | 2          | 4          | 2          |            | 16    |
| Fútbol 5                      | Fútbol 5                      |        |        |        |        | ●          | ●          | ●          |            | ●          |            | 1          |            | 1     |
| Golbol                        | Golbol                        |        | ●      | ●      | ●      | ●          | ●          | ●          | ●          | 2          |            |            |            | 2     |
| Judo                          | Judo                          |        |        |        |        |            |            |            |            | 5          | 5          | 6          |            | 16    |
| Levantamiento de potencia     | Levantamiento de potencia     |        |        |        |        |            |            |            | 4          | 4          | 4          | 4          | 4          | 20    |
| Natación                      | Natación                      |        | 15     | 14     | 15     | 14         | 13         | 15         | 12         | 13         | 15         | 15         |            | 141   |
| Piragüismo                    | Piragüismo                    |        |        |        |        |            |            |            |            |            | ●          | 5          | 5          | 10    |
| Remo                          | Remo                          |        |        | ●      | ●      | 5          |            |            |            |            |            |            |            | 5     |
| Rugby en silla de ruedas      | Rugby en silla de ruedas      |        | ●      | ●      | ●      | ●          | 1          |            |            |            |            |            |            | 1     |
| Taekwondo                     | Taekwondo                     |        | 3      | 4      | 3      |            |            |            |            |            |            |            |            | 10    |
| Tenis de mesa                 | Tenis de mesa                 |        | ●      | 2      | 5      | 3          | ●          | 1          | 3          | 5          | 5          | 7          |            | 31    |
| Tenis en silla de ruedas      | Tenis en silla de ruedas      |        |        | ●      | ●      | ●          | ●          | ●          | 1          | 2          | 2          | 1          |            | 6     |
| Tiro                          | Tiro                          |        |        | 3      | 2      | 2          | 1          | 2          | 2          | 1          |            |            |            | 13    |
| Tiro con arco                 | Tiro con arco                 |        | ●      | ●      | 2      | 2          | 2          | 1          | 1          | 1          |            |            |            | 9     |
| Triatlón                      | Triatlón                      |        |        |        |        |            | 11         |            |            |            |            |            |            | 11    |
| Voleibol sentado              | Voleibol sentado              |        | ●      | ●      | ●      | ●          | ●          | ●          | ●          | ●          | 1          | 1          |            | 2     |
| Eventos de medalla del día    | Eventos de medalla del día    | 0      | 22     | 42     | 49     | 53         | 61         | 50         | 63         | 63         | 57         | 75         | 14         | 549   |
| Acumulativo total             | Acumulativo total             | 0      | 22     | 64     | 113    | 166        | 227        | 277        | 340        | 403        | 460        | 535        | 549        | 549   |
| Agosto/Septiembre de 2024     | Agosto/Septiembre de 2024     | Agosto | Agosto | Agosto | Agosto | Septiembre | Septiembre | Septiembre | Septiembre | Septiembre | Septiembre | Septiembre | Septiembre | Total |
| Agosto/Septiembre de 2024     | Agosto/Septiembre de 2024     | 28 Mié | 29 Jue | 30 Vie | 31 Sáb | 1 Dom      | 2 Lun      | 3 Mar      | 4 Mié      | 5 Jue      | 6 Vie      | 7 Sáb      | 8 Dom      | Total |

## Transmisión
- Argentina: TyC Sports [16]
- Bolivia: Bolivisión
- Ecuador: RTS
- Chile: Chilevisión [17]
- Colombia: Teleantioquia, Telecafé, Telecaribe, Canal TRO, Teleislas, Telepacífico, Canal Trece y Canal Capital[18]
- Costa Rica: Repretel Canal 6 y Claro Sports.[19]
- México: Canal Once, Hi! Sports y Claro Sports.